# Яворський Ігор Миколайович
Ігор Миколайович Яворський&nbsp (04 вересня 1946, с. Малі Грибовичі, Львівська область) — український учений у галузі радіофізики та фізико-математичних наук. Доктор фізико-математичних наук (1990), професор (1998), провідний науковий співробітник та завідувач відділу відбору та обробки стохастичних сигналів Фізико-механічного інституту імені Г. В. Карпенка НАН України.

## Біографія
Ігор Яворський народився 4 вересня 1946 року у с. Малі Грибовичі Львівської області. У 1964—1969 роках навчався на фізичному факультеті Львівського університету. З 1971 року працює у Фізико-механічному інституті НАН України (Львів):  у 1993—2011 рр. — завідувач відділу відбору та обробки стохастичних сигналів; з 2011 по 2020 рр. — провідний науковий співробітник лабораторії вібродіагностики, а з 2020 року — провідний науковий співробітник, відділу методів та засобів відбору й обробки діагностичних сигналів. З 1995 р. одночасно є професором Інституту телекомунікації Технологічно-природничого університету, Бидгощ, Польща.
У 1978 році отримав ступінь кандидата фізико-математичних наук за спеціальністю «Акустика» в Далекосхідному науковому центрі Національної академії наук СРСР у Владивостоці. У 1990 році захистив докторську дисертацію з океанології в Санкт-Петербурзькому НДІ Арктики і Антарктики СРСР.
У 1990 р. Ігор Яворський отримав звання старшого наукового співробітника, а в 1998 р. — звання професора за спеціальністю «Математичне моделювання й обчислювальні методи».
Ігор Миколайович є академіком Міжнародної академії прикладної радіоелектроніки, членом Польського товариства теоретичної та прикладної електротехніки, заступником відповідального редактора журналу «Відбір і обробка інформації» та членом редколегії міжнародного журналу «Image Processing and Telecommunications»
Основні напрями досліджень Ігоря Яворського охоплюють розвиток спектрально-кореляційної теорії для періодично нестаціонарних випадкових процесів та їх узагальнень, що виступають математичними моделями стохастичних коливань. Значна увага приділяється розробці методів статистичного аналізу цих процесів, виявленню прихованих періодичностей і побудові ймовірнісних моделей коливань різного фізичного походження. Останні дослідження вченого зосереджені на застосуванні цих методів для розв'язання практичних задач технічної діагностики (зокрема вібраційної), у телекомунікаціях, телеметрії, гідроакустиці, океанології та медицині.

## Основні наукові праці
1. Javorskyj I., Yuzefovych R., Lychak O., Matsko I. (2024). Hilbert transform for covariance analysis of periodically nonstationary random signals with high-frequency modulation. ISA Transactions, 144:452-481.
2. Javorskyj I., Yuzefovych R., Matsko I., Kurapov P. (2021). Hilbert transform of a periodically non-stationary random signal: Low-frequency modulation. Digital Signal Processing: A Review Journal, 116, 103113.
3. Javorskyj, I., Kravets, I., Matsko, I., Yuzefovych, R. (2017). Periodically correlated random processes: Application in early diagnostics of mechanical systems. Mechanical Systems and Signal Processing, 83, 406—438.
4. Яворський І. М. Математичні моделі та аналіз стохастичних коливань. Під заг. ред. акад. НАН України З. Т. Назарчука. Львів: ФМІ НАНУ, 2013. 804 с.
5. Yavorskyj, I. N., Yuzefovych, R. M., Kravets, I. B., & Zakrzewski, Z. (2011). Least squares method in the statistic analysis of periodically correlated random processes. Radioelectronics and Communications Systems, 54(1), 45–59.
6. Javorskyj, I., Leskow, J., Kravets, I., Isayev, I., & Gajecka, E. (2011). Linear filtration methods for statistical analysis of periodically correlated random processes. Part II: Harmonic series representation. Signal Processing, 91(11), 2506—2519.
7. Javorskyj, I., Isayev, I., Majewski, J., & Yuzefovych, R. (2010). Component covariance analysis for periodically correlated random processes. Signal Processing, 90, 1083—1102.
8. Yavors'kyi, I., Kravets, I., Isaev, I., Drabych, P., & Mats'ko, I. (2009). Methods for enhancement of the efficiency of statistical analysis of vibration signals from the bearing supports of turbines at thermal-electric power plants. Material Science, 45(3), 378—391.
9. Javorskyj, I., Isaev, I., Zakrzewski, Z., & Brooks, S. P. (2007). Coherent covariance analysis of periodically correlated random processes. Signal Processing, 8(1), 13–32.
10. Javorskyj, I., Kravets, I., & Isaev, I. (2006). Parametric modelling for periodically correlated random processes on the basis of their harmonic representation. Journal of Communications Technology and Electronics, 49(11), 33–42.
11. Javorskyj, I., Mykhailyshyn, V., & Zabolotnyj, O. (2003). Least squares method for statistical analysis of polyryhythmics. Applied Mathematics Letters, 16, 1217—1222.
12. Драган Я. П., Яворский И. Н. Ритмика морского волнения и подводные акустические сигналы. К.: Наукова думка, 1982, 247 с.
13. Драган Я. П., Яворский И. Н., Рожков В. А. Методы вероятного анализа ритмики океанологических процессов. Л.: Гидрометеоиздат, 1987, 320 с.